# A Slayers szereplőinek listája
Ez a lista Kanzaka Hadzsime és Araizumi Rui Slayers című light novel sorozatának és az abból készült manga- és animesorozatok, filmek és OVA-k szereplőit ismerteti. A Slayers egy tinédzser boszorkány, Verselő Lina és társainak utazását és kalandjait követi, miközben varázslataikat és kardforgató tudományukat használva világuralomra törő démonokkal, varázslókkal, sötét lovagokkal és rengeteg reménytelenül esélytelen banditával küzdenek meg.

## Főszereplők

### Verselő Lina
Verselő Lina (リナ・インバース; Rina Inbászu; Hepburn: Rina Inbāsu; Lina Inverse) a történet főszereplője, egy nagyhatalmú boszorkány, aki a világot járva banditákkal és szörnyekkel harcol. Lina a sorozat forrófejű és nagyszájú főhőseként mutatkozik be, aki fiatal kora ellenére nagy hatalommal bír és ismert a világában. Jártas a fekete mágiában és a sámánizmusban és olyan pusztító varázslatokra képes, mint Sárkányiga (Dragon Slave) vagy később a Szörnybéklyó (Giga Slave) és a Végzet Villámai (Ragna Blade). Rossz tulajdonsága falánk természete, emellett gyakran támad meg banditákat és a tolvajokat, hogy elvegye azok lopott kincseit. Lina a korához képest kissé fejletlen, sokszor szolgálnak humorforrásként kis mellei és apró termete. Nővére Luna, akinek már a neve hallatán is elborzad.
Az eredeti animében Verselő Lina hangját kölcsönző szeijú Hajasibara Megumi, angol szinkronhangja a televíziós sorozatokban Lisa Ortiz, míg a filmekben és OVA-kban Cynthia Martinez. A Slayers magyar változatában Verselő Lina Szabó Gertrúd hangján szólal meg.

### Gourry Gabriev
Gourry Gabriev (ガウリイ・ガブリエフ) egy nem túl okos (sokszor Lina szólja meg szegénynek a nem túl jó eszét, például annyi eszed van mint, egy marék lepkének, vagy ...mint egy csalinak stb.), ám rendkívül erős harcos, Lina társa már az első résztől kezdve. Kitűnő kardforgató, és felmenői között van a Zanaffar nevű démont legyőző harcos is. Családi örökségként megkapta a Fénykardot, amit kardja markolata segítségével tud előhívni, és jelentősen növeli erejét. Rendkívül feledékeny és a gondolkodás amúgy sem az erős oldala, ám Linát mindenben követi. Gyakran megjegyzéseket tesz Lina meglehetősen fejletlen alakjára.
Magyar hang: Pálmai Szabolcs.

### Zelgadis Greywords
Zelgadis Greywords (ゼルガディス・グレイワーズ) eleinte Rezo szolgálatában álló sámánvarázsló. Eredetileg ember, de mikor egyre inkább gyakorolt és egyre erősebbé akart válni, Rezo kimérává változtatta, azaz sziklagólem, varázsló és ember keverékévé. Emiatt viszont szinte sérthetetlen a teste. Később szembeszáll Rezóval, mivel vissza szeretne változni emberi formájába, így ez motiválja tetteit. Csatlakozik Lina csapatához, bár eléggé antiszociális viselkedést tanúsít helyenként, és nagyon sokszor depresszióval küszködik. Ahogy halad a történet, egyre jobba látszik, hogy Amelia sokat jelent neki, de semmi komoly dolog nem lesz belőle.
Magyar hang: a Try-ig Damu Roland, a 4. sorozattól Welker Gábor.

### Amelia Wil Tesla Saillune
Amelia (アメリア・ウィル・テスラ・セイルーン) egy fiatal miko hercegnő. Az igazság harcosa szeretne lenni, naivitása pedig határtalan. Apja a herceg egy városban, de nem kifejezetten a fehér lovon érkező fajta, legfőbb támadása pedig a pacifista csapás. Tőle örökölte meg azt a gondolkodásmódot is, hogy mindenki vagy gonosz vagy jó, illetve vagy barát vagy ellenség. Ebből több bonyodalom is származik már az első széria folyamán is. Ameliának nagyon megtetszett Lina "Sárkány Igája", és megkérte, hogy tanítsa meg rá (persze végül nem lett semmi a dologból). Amelia nagyon értelmes és kedves lány, csak néha mikor az igazságról van szó, elszalad vele a ló... Az "igazság bajnokának" tartja magát.
Magyar hang: Bogdányi Titanilla.

### Naga
Philionel El Di Seyruun legidősebb lánya, Amélia nővére. Fiatalon elhagyja a kastélyt és vándorol. Útközben találkozik Linával. Először Linát riválisának tekinti. De valahogy össze barátkoznak. Naga nagyon szereti az alkoholt és az aranyat. Naga röhögése kibírhatatlan az egyik ova epizódban nagyon félnek tőle az emberek. Onnan is tudhatjuk, hogy királyi sarj, mert nagyon lekezelően beszél Linával a közös útjuk során.

### Sylphiel Nels Lahda
Sylphiel Nels Rada (シルフィール・ネルス・ラーダ) gyógyító papnő, Gourry régi ismerőse. Bár Gourry csak arra emlékszik belőle, hogy jól főz, de nála már az is eredmény, ha emlékszik valakinek a nevére. Sylphiel valószínűleg szerelmes Gourryba, de az nem igazán veszi ezt észre. Specialitása a gyógyító és védő varázslatok, a támadó varázslatai eléggé változóan sikerülnek. Saigoonban él, ám mikor Rezo elpusztítja a fél várost, apját is elveszíti, ekkor csatlakozik a csapathoz.
Magyar hang: a Next-ig F. Nagy Erika, a Revolution-ben Bodor Erzsébet. (A Try-ban és az Evo-Revo szériában nem szerepel.)

### Xellos Metallium
Xellos a Next-ben tűnik fel először. Rejtélyes alak, folyton titkolózik. Szokása harc előtt lelépni, de ha szólítja a kötelesség akkor elég kegyetlen. Szívesen gonoszkodik a csapattal, jót szokott rajtuk nevetni. Bő az információja, logikusan gondolkodik. Enyhén szólta idegesítő és elviselhetetlen. Vándor lélek, mindig azon az oldalon áll, aki a legnagyobb hasznot nyújtja neki. Erejéről nagyon sokat nem tudunk, csupán azt, hogy nagy a hatalma, az Őt fő Szörny után ő a legerősebb, Great Best Zelas Metallim főpapja. Amúgy meg mazuko. Magyar hang: Szalay Csongor.

### Filia Ul Copt
Vele csak Tryban találkozhatunk. Egy levelet küldött Linának, amiben találkára hívta. Nagyon rejtélyes alaknak tűnt, ráadásul egy buzogányt hord a combjára erősítve. Az első találkozásnál Gourry észrevett a szoknyája alatt valami 'farkincát' (mint később kiderül, azért volt az ott, mert az átváltozása még nem tökéletes), s belesett a ruhanemű alá. Filia persze félre értette, azt hitte a fiú kukkol, és megcsapta a buzogánnyal. xD Na szóval... a találka végeztével feltűnt egy aranysárkány, aki le akarta teszteli Linát és csapatát. Lina a harc közben lerombolta a várost... Aztán később kiderült, hogy az aranysárkány Filia volt, a Tűzsárkány rend papnője. Egy fontos munkáz ajánlott fel a kis csapatban jó pénzért. Linának kényszer volt ez a munka, mert nővére kötelezte. Így elindultak a Tűzsárkány templomához. Útközben számos lénnyel találkoztak, köztük Xellossal, akit szívből utál. ♥ Megismerkedett ValGaavval, és szembesült fajtája kegyetlen múltjával is. Végül lemondott papnői tisztségéről, és beszegődött egy kis időre a csapatba, annak reményében, hogy jobb útra téríti ValGaavot. Sajnos nem tudta ezt véghez vinni, mert ValGaav egyesült Dark Starral. Poénos szereplő, imádja a teát, a vázákat és a süteményt.

### Pokota
Magyar hang: Vadász Bea

## Negatív szereplők

### Rezo, a vörös pap
Rezo, a vörös pap végig a főellenség az első sorozatban. Eredetileg egy különösen bölcs gyógyító varázsló volt, aki a vidéket járva mindenkinek segített. Azonban már születésétől kezdve vak, és emiatt mindenáron ennek az ellenszerét kereste. Mikor a hagyományos segítő mágiával nem volt képes látását visszaszerezni, akkor a sötét mágiákhoz fordult, és látszólag gonosszá vált. Kiderül, hogy a Shabranigdo nevű szörnyet a szemébe rejtették, és azzal, hogy kinyitotta a szemét, el is szabadította a szörnyet, amitől Rezo meghalt. Lina képes legyőzni Shabranigdo-t, ám egy olyan varázslatot használ, ami könnyen a világ pusztulásához vezethet. Rezo iránt gyengéd érzelmeket tápláló hű szolgálója egy másolatot készít róla, aki azonban egy másik szörny, Zanaffar megidézésével elárulja segítőjét. Zanaffar-t még Gourry őse győzte le, és a Saigoon nevű város szent fájába, a Flagoon-ba zárta erejét. Végül újra ennek a fának a segítségével győzik le Rezo-Zanaffar szörnyet.
Rezo alakja emlékezésként és szellemként visszatér a Revolution és az Evolution-Revolution szériákban. Ezek szerint Rezo nagyon régen álmot bocsátott Taforashia népére, mert a nép gyógyíthatatlan betegségben szenvedett. A herceg testét is lefagyasztotta, de a lelkét egy plüssállatba teleportálta. Ő Pokota, aki az ellenszert próbálja felkutatni. Útja keresztezi Lináék útját. Megtalálják az ellenszert, amit egy Gioconda nevű márki sikkasztott el. Azonban Taforashia népét csak Rezo tudná kifagyasztani. Pokota döbbenten veszi tudomásul, hogy Rezo meghalt. Ám ekkor egy rejtélyes lánynak köszönhetően hallanak a Pokol Szolgájának urnájáról, amiben állítólag Rezo lelke szunnyad. Később megtalálják az urnát és megidézik Rezót, aki ezúttal mindent megmagyaráz. Elmondja, hogy ő nem volt gonosz, de sajnos őt önző célok is vezérelték. Pokota testét szemelte ki új testének, amivel végre láthat. Ráadásul egy titkot még mindig tartogat: az urnában nem csak az ő lelke szunnyad, hanem Shabranigdo-é is. Direkt úgy terelgette a sorsot, hogy Lina találja meg az urnát, és végérvényesen leszámoljon Shabranigdo-val. Ez azonban ismét a saját vesztét jelenti.
Magyar hangja: Láng Balázs az 1. és az 5. sorozatban. A 4. sorozatban lévő szinkronszínész kiléte ismeretlen. Az Animax vezetői elfelejtettek szólni a szinkronstúdiónak, hogy Láng Balázs legyen, ha van rá mód. Az 5. sorozatra korrigálták. (Rezo a 2-3. sorozatban nem szerepel.)

### Eris
Ő Rezo egyik régi tanítványa volt. A lány uszította rá Lináékra Zangulust, és Vrumugunt. Egy titkos laboratóriumban készített egy Rezo másolatot, mert nagyon szerette (talán szerelmes is volt) mesterét, s meg akarta bosszulni mestere gyilkosát + fel akarta támasztani Zanafart, a Szikrázó Szörnyeteget. Szegényke rövid szerepet kapott, mert Rezo másolata végzett vele.

### Rezo másolata
Lényegében semmiben sem különbözik az eredetitől azt a dolgot kivéve, hogy homlokán egy ékkövet találni. Célja az, hogy felülmúlja az eredetit, de személyisége teljesen eltér az eredeti Rezoétól. Elpusztította Sairaag-ot, Sylpheel szülővárosát (édesapjával együtt), és egyesült a feltámasztott Zanaffarral. Persze Zanaffar-ral való egyesülése azt is jelenti, hogy többé már nem másolat. Megöli Erist mindenféle érzelemtől mentesen. Halálos sebet ejt Linán Sylpheel hibájából. De a lány meg is menti őt. Végül a kis csapat legyőzi Bless Blade szent kardjával.

### Gaav a démoni sárkánykirály
Maryu-ou→démon sárkánykirály
A nagyúr, aki a legjobban szeret harcolni. Ő a második legerősebb lord, akit egy magas, hosszú vörös hajú sárga viharkabátos férfi testébe zártak élete végéig. Eredetileg egy karmazsin színű háromfejű sárkány volt. A Szörnyháború alatt a Vízi sárkánykirály ellen harcolt, aki egy halandó testébe zárta, bízva abban, hogy hatalma elenyészik. Tévedett, ugyanis pont a fordítottja történt: Gaav minden újjászületéssel egyre erősebb lett. Sajnos azzal, hogy emberi testbe kényszerült az járt együtt, hogy emberi lelket is kapott az asztrális teste mellé. Kb. 90%-ban démon és 10%-ban ember lett. A háború után külön utakon kezdett el járni és egyre gyűjtötte maga köré a szolgákat (Valgaav, Kanzel, stb…). Célja egyszerű volt: a túlélés és a bosszú.
Mikor meghallotta, hogy Fibrizzo készül valamire és ehhez Lina Inversre van szüksége, minden erejével azon volt, hogy elpusztítsa. Ő akart továbbá a démonok új vezére is lenni. Ennek ellenére pont azt tette amit Fibrizzo akart, hogy tegyen: a nyílt térre merészkedett és személyesen ütközött meg Linával. Miután egy Ragna Blade varázslat súlyosan megsebesítette dühösen tért vissza és már épp elpusztította volna a csapatot, mikor egy váratlan támadás érte. Mivel az emberi teste miatt nem érzékelte más démonok jelenlétét, így Fibrizzót sem tudta kiszúrni, aki hátbatámadta és végzett vele.
Az eredeti animében Gaav hangját kölcsönző szeijú Nakata Dzsódzsi, angol szinkronhangja James Snyder. A Slayers magyar változatában Gaav Csík Csaba Krisztián hangján szólal meg.

## Phibrizzo, a pokol szolgája
Mei-ou→alvilági király
Fibrizzo a démon, aki egy kedves kisfiú testében jelenik meg az emberek elől. Ez azonban látszat, mivel valójában ő a legnagyobb hatalmú az öt lord közül. A természetét tekintve leginkább a türelmes jelző illik rá a legjobban. Képes akár évtizedeket, sőt évszázadokat is várni, hogy terveit végrehajthassa. Akkor indítja el, amikor a leghatásosabbak. Ő a Slayers Next sorozat főellensége és a Slayers manga 8. kötetének főgonosza. A terve, hogy Lina Invers-t használva káoszba taszítja a világot, a Giga Slave varázslat segítségével, úgy hogy az általa gyűjtött káoszi energiát szétteríti a világban.
Az ereje szinte felfoghatatlan. Képes egy legyintéssel megölni egy másik nagyurat, Gaavot, és kezében tartja az emberek életét is. Az életerőt egy kis golyóbisban egyesíti és ha eltöri az illető meghal. Talán a Vörös Világ harmadik leghatalmasabb entitása Cepfied és Shabranigdu mellett. Hasonlóképpen funkcionál, mint a mitológiák alvilág istenei. Érdekes, hogy neki van a legfurcsább démonalakja. Leginkább egy nagy fekete homokórára hasonlít. Ahogy ő mondta: "A kedvenc időtöltésem a halálosztás. Nem lehet megunni".
Sajnos a tervei nem jöttek be és a Rémálmok Hercege Lina Inverse testébe költözött, majd elpusztította őt. Halálával ledőlt az a fal, amit a démon lordok még a Szörnyháború alatt emeltek.

### Valgaav
Ő egy feketesárkány. Népét lemészárolták az aranysárkányok. Ő ekkor még egészen kicsi volt. Valamilyen oknál fogva az aranysárkányok őt életben hagyták. Nem sokkal ezután rátalált Gaav, aki megölte, és mazukoként feltámasztotta. Ezután hű szolgája maradt Gaavnak. Mikor értesült mestere haláláról bosszút esküdött az egész világ ellen.  Ráadásul a feketesárkány énje egyre jobban a felszínre tört. Egy módot talált a világ megsemmisítésére: kinyitja a kaput, és hagyja Dark Start kiélni a Földön. Az sem érdekelte, hogy ő hal meg elsőként. De furcsa módon Sötét Csillag nem megöli, hanem egyesül vele. Érdekesen az egyesülés után már a kis csapatnak segédkezett.